# Мудзіна

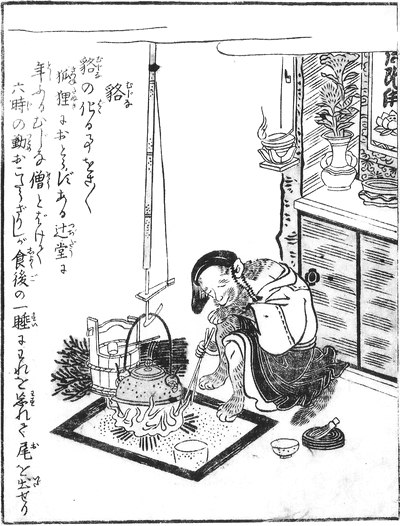
Перетворення мудзіна в фольклорі, з Кондзяку Гадзу Дзоку Хяккі.

Мудзіна (яп. 貉) старе японське слово, що означає борсук. В деяких регіонах слово має відношення до японської єнотовидної собаки танукі або до вівери. Додаючи плутанини, в деяких регіонах борсукоподібні тварини також називаються мамі, і в одній частині префектури Тотіґі борсуки називаються танукі а єнотоподібні собаки мудзіна.
Як танукі та кіцуне, мудзіна з японського фольклору — це один з перевертнів та ошуканців людей. Одна з форм, яку передбачно приймають мудзіна, як у історії Лафкадіо Хірна, це форма «безликого привиду». Цей тип монстрів інколи англомовний світ називає мудзіна, але японці знають його як Нопперапон.
| Прапор Японії | Це незавершена стаття про Японію. Ви можете допомогти проєкту, виправивши або дописавши її. |